# Ofensiva turca en el noroeste de Siria de 2016-2017
La ofensiva turca en el noroeste de Siria, denominada oficialmente por el gobierno turco como operación Escudo del Éufrates, fue una operación militar liderada por Turquía y el Ejército Libre Sirio apoyado por Turquía (TFSA) contra el Estado Islámico, llevada a cabo entre el 24 de agosto de 2016 y el 29 de marzo de 2017. Se trató de la primera intervención militar directa de Turquía en territorio sirio durante la guerra civil siria. La ofensiva fue bautizada como “Escudo del Éufrates” por las Fuerzas Armadas de Turquía, las cuales con sus aliados sirios lograron tomar la ciudad de Jarabulus 12 horas después de iniciada la operación.
Tras alcanzar sus objetivos iniciales con rapidez y facilidad, la toma de Jarabulus y las aldeas colindantes, la operación se estancaría en torno a la ciudad de al-Bab. esta población, nudo estratégico de comunicaciones, constituía el punto principal de la defensa del ISIS en la región del norte de Alepo. La batalla por el control de la localidad se dilataría durante tres meses y medio (6 de noviembre de 2016 - 23 de febrero de 2017). Tras su pérdida, el ISIS se retiró sin prácticamente ofrecer resistencia del resto de la gobernación de Alepo.

## Antecedentes
El norte de la gobernación de Alepo ha sido un área estratégica durante la guerra civil siria, ocupada previamente, en su mayor parte, por el Estado Islámico(ISIS). Para el ISIS constituía su única puerta de acceso a Turquía después de la pérdida de Tell Abyad en junio de 2015 en la operación Volcán del Éufrates. La región de Shahba, delimitada al este por el río Éufrates y al oeste por la cordillera de Kurd constituía para las Fuerzas Democráticas Sirias el eslabón restante para conectar los cantones de la Federación Democrática del Norte de Siria - Rojava. Controlar la región supondría, para Turquía, el primer paso para incrementar su influencia en el norte de Siria. 
La ofensiva de Manbij de junio-agosto de 2016, en la cual las FSD arrebataron el control de la estratégica ciudad de Manbij al ISIS, supuso la fase de preparación para la posterior ofensiva de Jarabulus, dirigida desde la recién conquistada Manbij al norte. Por su parte el Ejército Libre Sirio apoyado por el ejército turco libró la batalla de Al-Rai (15 - 20 de agosto)  para arrebatar el control de un estrecho corredor junto a la frontera al ISIS y amenazar Jarabulus desde el oeste, así como para servir de posición de partida para la operación Escudo del Éufrates.
Según un artículo publicado en The Independent, los objetivos turcos eran combatir al ISIS y al mismo tiempo frenar el aumento de la influencia de las Unidades de Protección Popular (YPG) en el norte de la Gobernación de Alepo, consolidando una posición desde la que pudiera lanzar futuras operaciones. El ministro de defensa turco, Fikri Işık, declaró que "evitar que el YPG pudiera establecer una conexión terrestre entre sus cantones al este de Jarabulus y aquellos al oeste" era un objetivo prioritario. El presidente turco, Recep Tayyip Erdoğan, anunció el inicio de las hostilidades, declarando que "a las 4 de la mañana del día de hoy, han comenzado las operaciones militares en el norte de Siria contra los grupos terroristas que amenazan nuestro país", obviando intencionadamente cualquier referencia al ISIS para dejar abierta la vía a las hostilidades contra las fuerzas kurdas.
Antes del comienzo de la operación Escudo del Éufrates las FDS (incluyendo al YPD) se encontraban ya avanzando sobre Jarabulus desde el sur. Tanto Manbij como Jarabulus se encuentran situadas al oeste del río Éufrates, y para Turquía, la vuelta de las FDS a sus posiciones de partida anteriores a la ofensiva de Manbij, al este del Éufrates, constituía un objetivo operacional.

## Desarrollo de las operaciones
A primera hora de la mañana del 24 de agosto de 2016, el ejército turco realizó una intensa preparación artillera contra las posiciones del ISIS en la ciudad de Jarabulus, mientras las Fuerzas Aéreas turcas realizaban 11 ataques aéreos en la misma zona. Tras batir los objetivos del ISIS mediante artillería y ataques aéreos, carros de combate turcos seguidos de camionetas cargadas con miembros del Ejército Libre Sirio y miembros de operaciones especiales turcos, cruzaron la frontera. A pesar del lento avance provocado por las minas e IEDs plantados por el ISIS, las fuerzas turcas y sus aliados tomaron la ciudad de Jarabulus ese mismo día, tras retirarse los combatientes del ISIS a la ciudad de al-Bab.
La poca intensidad de los combates entre las fuerzas lideradas por Turquía y el ISIS, la facilidad con la que tomaron Jarabulus y la cercanía ideológica entre el ISIS y muchos de los grupos que formaban la facción del ELS que apoyó a Turquía en esta operación han provocado mucha especulación a cerca de si se pudo llegar a cooperar entre las dos fuerzas enfrentadas, llegando a ser, lo que se produjo, realmente una retirada pactada del ISIS de la ciudad fronteriza. En una entrevista publicada el 9 de septiembre en The Independent, un combatiente del ISIS llegó a declarar que "cuando el ejército turco entró en Jarabulus, llamé a los amigos que tenía allí. El ISIS no abandonó Jarabulus, simplemente se afeitaron las barbas".
A últimas horas del 24 de agosto las fuerzas apoyadas por Turquía, avanzando hacia el sur desde Jarabulus, y las FDS entraron en contacto y tuvieron sus primeras escaramuzas en torno a la aldea de Amarinah, 8 kilómetros al sur de Jarabulus.
En la mañana del 25 de agosto se informó de que más de 20 carros de combate turcos habían cruzado la frontera, uniéndose a la ofensiva. Un portavoz de la Coalición Internacional contra el ISIS declaró que las FDS habían acordado retirarse al este del Éufrates para preparase para la futura campaña de Al Raqa. Al mismo tiempo, un representante del YPG declaró que todas las posiciones ocupadas por los kurdos, así como el mando militar sobre la región había sido cedido al Consejo Militar de Manbij (las milicias locales, alineadas con las FDS), y que las fuerzas kurdas se habían retirado al este del Éufrates. A pesar de esto, Turquía declaró que las tropas kurdas no se habían retirado, y procedió a atacar con artillería las posiciones de las FDS (en teoría ahora ocupadas por el Consejo Militar de Manbij).
Mientras tanto, continuaban las operaciones contra el ISIS, y las fuerzas respaldadas por Turquía y las FDS se apresuraban por tomar el control de las localidades al sur y suroeste de Jarabulus abandonadas por el ISIS.
El 27 de agosto, en las localidades de Yusef El Beik y Tal El Amarna, 10 km al sur de Yarábulus, el ELS y los tanques del ejército turco atacaron a las milicias kurdas sirias Unidades de Protección Popular (YPG) y las Fuerzas Democráticas Sirias (FDS), que partiendo de Manbiy intentaban tomar Yarábulus antes de la intervención turca. El mismo día la aviación turca bombardeó la localidad de Jubb Al-Kusa, a 14 km al sur de Yarábulus, controlada por combatientes locales apoyados por las fuerzas kurdas de las YPG.
El 28 de agosto de 2016, los rebeldes sirios pro Turquía del Ejército Libre de Siria (ELS), dijeron que habían ocupado 10 aldeas que eran controladas por los kurdos y 4 que estaban controladas por el EI.

## 2017

### Fuerzas rebeldes apoyadas por Turquía

#### Enero
El 1 de enero se anuncia la liberación de la aldea de Daghilyash al oeste de al Bab. Daesh anuncia que 11 personas han muerto y 28 fueron heridas por un ataque de la artillería turca. Las Fuerzas Armadas de Turquía eliminaron a 34 terroristas de Daesh. En los ataques aéreos fueron destruidos "un total de 17 instalaciones utilizadas como arsenales, posiciones defensivas o escondites" en las localidades de Al Bab, Bzagah, Suflaniyah y Shamaviyah.
El 2 de enero se informa que un avión ruso atacó posiciones de Daesh en la región de Dayr Kak cerca de la ciudad de Al Bab. La aviación y la artillería turca lograron abatir a 22 terroristas en el norte de Siria.
Para inicios de febrero la lucha estaba estancada en al Bab, Bzaah y Qabasin, mientras las SAA comenzaban a acercarse desde el sur. El 17 de febrero las defensas de Estado Islámico colapsan, replegándose hacia al Bab. Cuatro días después, las FSA logran entrar en la ciudad, acordando con Daesh una evacuación a Dyar Hafir, declarándose liberada la ciudad de al Bab y el fin de las operaciones.
El 5 de enero, la Agencia Sputnik denuncia, que más de 7000 soldados turcos se encuentran desplegados en Siria.
El 6 de enero, el ejército turco, tomó el control de la estación de radar de al Shaalah, al oeste de al Bab.
El 7 de enero, las FSA controlaron el poblado de Om Adasa y la colina Maqri cerca de Bazaa.
El 9 de febrero, se informa de la muerte de tres soldados y once heridos por un bombardeo erróneo de la RuAF, mientras se han dado enfrentamientos con las SAA en el sur de Al Bab.
El 10 de febrero, se anuncia la captura de Qabasin y la unión de Ahrar al Sham a la ofensiva en Al Bab.
El 11 de febrero, continúa la lucha por Al Bab se informa de la llegada de refuerzos tanto de la FSA como de Daesh. Las FSA afirman haber capturado Qabasin al norte de Al Bab y el redondel a Tadif al sur.
El 12 de febrero, las FSA han alcanzado el centro de Al Bab, se desmiente la captura de Qabasin, Daesh lanzó una contraofensiva en Bzaah expulsando a la FSA, haciendo además retroceder a las SAA a los límites de Tadif. Las FSA han lanzado varios bombardeos en Efrín contra objetivos kurdos.
El 15 de febrero el avance en Al Bab se ha estancado, produciéndose ataques nocturnos desde Azaz hacia el sector de las SDF. Se reportan combates contra las SDF en Hazwan al sur de Efrin.
El 17 de febrero, han aparecido imágenes de un repliegue de los insurgentes, hacia las granjas del norte de Al Bab, además de escaramuzas con SDF en las cercanías de Mare, al sur de Azaz.
El 20 de febrero, se lanzó una nueva ofensiva contra Al-Bab, llegando hasta el centro de la ciudad. La FSA anuncia la captura de la villa de Marin al norte de Azaz hasta ahora en control de la SDF.
El 23 de febrero, se anuncia la captura de la totalidad de Al Bab y el repliegue de Daesh a Qabasin y Bzaa. Se anuncia una negociación con Daesh para su retirada a Dayr Hafir así como la captura de Al Bab.
El 24 de febrero, Turquía anuncia la captura completa de Al Bab y el fin de las operaciones contra Estado Islámico. Se produjo un atentado con coche bomba en la que murieron al menos 42 personas, la mayoría de ellos insurgentes en el norte de Al Bab. Se da comienzo la operación contra la SDF, con bombardeo en Tal Rifat en el sur de Efrín. Daesh reivindicó la autoría de dos atentados en Al Bab. Los ataques, perpetrados en la localidad de Susiyan, se saldaron con la muerte de unas 70 personas. Un coche bomba explotó cerca de un punto de control del Ejército Libre Sirio, a unos ocho kilómetros de Al Bab, causando la muerte de otras 60 personas. Más tarde, se informó de la segunda explosión en la zona.

### Ejército Árabe Sirio
El 7 de febrero, las fuerzas tigre, tomaron Majbel y Tell al Hawara a 4 km al sur de Al Bab.
El 8 de febrero, el ejército sirio, liberó la villa de Tuman y Dayr Qaq. Además, capturó la colina de Al-Wusta en el lago Jabbul.
El 9 de febrero, las SAA toman el control de Deir Qaq, la villa de Shamawiyah y Abu Taltal, encontrándose ya en las afueras de Al Bab.
El 10 de febrero, se informa de la toma de Abul Taltal al sur de Tadif, en Al Bab.
El 11 de febrero, las SAA llegaron a la línea pactada con Turquía.
El 12 de febrero, las SAA tomaron las villas de Al-Mansourah y Khirbat Al-Jahish en Kuweires al norte de Alepo. 
El 13 de febrero, las SAA capturaron al-Magharah, Mareeh y Abo Jabbar al este de Rasm al-Sarhan en la gobernación de Alepo. 
El 15 de febrero, las fuerzas tigre tomaron las villas de Musharifah, Bayjan, Tal Bayjan y Shuwaylekh en el norte de Alepo.
El 16 de febrero, se informa de la captura de Humimiah en el norte de Alepo.
El 17 de febrero, Daesh comienza a bombear agua del lago Assad en el canal Al Jer, para inundar las aldeas alrededor del aeropuerto Kweires, y detener el avance de las SAA en Deir Hafer. El Ministerio de Exteriores de Siria, remitió dos cartas a la ONU, para solicitar que esa institución obligue a Turquía a poner fin a la agresión y ocupación en su territorio.
El 21 de febrero, se tomó la villa de Rasm Harmal al Imam al norte de Dayr Hafir.
El 22 de febrero, se anuncia la captura de Mazburah y Tabara Maddi/Tayyar Hamadah en el frente de Dayr Hafir, y la captura de Souq Al-Jabas en el oeste de Alepo.
El 23 de febrero, las SAA tomó Rasm al Harmal y Rasm al Sheikh, y comenzó la operación por el sur, para embolsar la ciudad. Mientras, al oeste de Alepo, las SAA avanzan en el distrito de Al-Zahraa.
El 24 de febrero, se capturó la colina de Rashideen en el oeste de Alepo, y las aldeas de Manazir al Safr y Al Kitah en el Norte.

## Reacciones
- Siria — El gobierno de Bashar al-Assad se pronunció en contra de la intervención turca, a la que calificó como una «violación a la soberanía siria».[44]

- Estados Unidos — Estados Unidos otorgó su apoyo a la operación militar que el ejército de Turquía lanzó del otro lado de su frontera con Siria. “Queremos ayudar a Turquía a sacar a ISIS de la frontera”, entre los dos países, dijo a reporteros un alto funcionario estadounidense.[45]

- Estados Unidos — El portavoz del departamento de Defensa de Estados Unidos, Peter Cook, condenó los enfrentamientos al sur de la ciudad Yarábulus entre las tropas turcas y el ELS de un lado y, de otro lado, las milicias kurdo-sirias de las YPG y FDS. "Queremos dejar claro que encontramos estos enfrentamientos inaceptables y que son una fuente de gran preocupación... Estados Unidos no participó en estas actividades ni han sido coordinadas con las fuerzas estadounidenses y no las apoyamos... hacemos un llamado a todos los actores armados que se retiren inmediatamente y a tomar las medidas apropiadas para desactivar estos enfrentamientos".[46]

- Turquía — El presidente turco, Recep Tayyip Erdoğan declaró que la operación militar de Turquía en el norte de Siria continuará hasta que sea eliminada la amenaza por parte de los kurdos. Erdogan añadió que Turquía va a luchar contra el grupo terrorista Daesh "en Yarábulus (Siria), Bashik (Irak), y en caso de que sea necesario en otros lugares".[47]

- YPG-FDS — Shervan Derwish, portavoz del Consejo Militar de Manbiy, alineado con los kurdos, dijo el 28 de agosto que por lo menos 20 ataques aéreos turcos han afectado la zona entre Manbiy y Yarábulus. "Turquía no vino a pelear contra Daesh (el autodenominado Estado Islámico), vino a pelear contra nosotros", declaró.[26]